# جيروم فلين
جيروم باتريك فلين (بالإنجليزية: Jerome Patrick Flynn) (وُلد في 16 مارس 1963) هو ممثل إنجليزي ومغنٍ. معروف بأدواره لشخصية بادي غارفي في مسلسل جندي جندي من إنتاج التلفزيون المستقل و‌برون في صراع العروش من إنتاج إتش بي أو وبينيت دريك في الشارع الممزق.

## أعماله

### السينما
| السنة | العنوان       | الدور             | ملاحظات |
| ----- | ------------- | ----------------- | ------- |
| 1988  | قصة صيف       | جو ناراكومب       |         |
| 1988  | لقتل كاهن     |                   |         |
| 1991  | إدوارد الثاني | إدموند من وودستوك |         |
| 1991  | كافكا         | حاضر في القلعة    |         |
| 2000  | الأفضل        | بوبي تشارلتون     |         |
| 2007  | حكايات رود    | جيروم رود         |         |
| 2013  | شيطان دانتي   | صياد السمك        |         |
| 2017  | فينسنت المحب  | الطبيب غاشيه      |         |

### التلفاز
| السنة     | العنوان                  | الدور                | ملاحظات                                            |
| --------- | ------------------------ | -------------------- | -------------------------------------------------- |
| 1985      | المسرح الأمريكي          | كيرت                 | حلقة ("نازح")                                      |
| 1986      | الشاشة الثانية           | نايجل                | حلقة ("الجندي الروسي")                             |
| 1986      | المتمرد ذو العين الواحدة | فراني                | حلقتان ("عندما ينتهي الهرج والمرج" و"قبل الكارثة") |
| 1986      | انفصال                   | جون ميلر             |                                                    |
| 1986      | حريق لندن: الفيلم        | كيني "رامبو" بينز    | فيلم تلفازي                                        |
| 1988      | مشاكل                    | ماثيوز               | مسلسل تلفازي مصغر                                  |
| 1988      | الخوف                    | فريدي                |                                                    |
| 1989      | سيدة محلقة               | بيني بارتون          | حلقة ("الرحلة")                                    |
| 1990      | برجراك                   | آلان بروتون          | حلقة ("تحت الأغطية")                               |
| 1991      | الخسائر                  | آلان ديكون           | حلقة ("الحياة أملاً")                               |
| 1991      | بون                      | كريس شيبلي           | حلقة ("أكذوبة أرض")                                |
| 1991–1995 | جندي جندي                | باتريك "باردي" غارفي |                                                    |
| 1992      | بين الخطوط               | إدي هارغريفز         | 6 حلقات                                            |
| 1993      | لا تتركني بهذه الطريقة   | توني فليمينغ         | فيلم تلفازي                                        |
| 1995      | عقل للقتل                | بيتر ناغل            | فيلم تلفازي                                        |
| 1997      | لا يسيء التصرف           | إدي واليس            | مسلسل تلفازي مصغر                                  |
| 1999      | ألغاز روث رينديل         | مارتن أوربان         | حلقة ("بحيرة الظلام")                              |
| 1999-2000 | بادجر                    | توم ماكبي            |                                                    |
| 2007      | تومي زوم                 | دانيل                | أداء صوتي                                          |
| 2011–الآن | صراع العروش              | برون                 | 33 حلقة                                            |
| 2012–2016 | الشارع الممزق            | بينيت دريك           | 31 حلقة                                            |
| 2016      | المرآة السوداء           | هكتور                | حلقة ("اخرس وارقص")                                |

## الجوائز والترشيحات
| السنة | الجائزة                             | التصنيف                      | العمل         | النتيجة |
| ----- | ----------------------------------- | ---------------------------- | ------------- | ------- |
| 2011  | جائزة نقابة ممثلي الشاشة            | أفضل فريق عمل في مسلسل درامي | صراع العروش   | رُشِّح     |
| 2013  | جوائز الأكاديمية البريطانية للتلفاز | أفضل ممثل مساعد              | الشارع الممزق | رُشِّح     |
| 2015  | جائزة نقابة ممثلي الشاشة            | أفضل فريق عمل في مسلسل درامي | صراع العروش   | رُشِّح     |

## وصلات خارجية
- جيروم فلين على موقع IMDb (الإنجليزية)
- جيروم فلين على موقع ألو سيني (الفرنسية)
- جيروم فلين على موقع ميوزك برينز (الإنجليزية)
- جيروم فلين على موقع تيرنر كلاسيك موفيز (الإنجليزية)
- جيروم فلين على موقع أول موفي (الإنجليزية)
- جيروم فلين على موقع قاعدة بيانات الأفلام السويدية (السويدية)
- جيروم فلين على موقع قاعدة بيانات الفيلم (الإنجليزية)
- جيروم فلين على موقع كينوبويسك (الروسية)

 (بالإنجليزية)